# Pilar del Castillo Vera
Pilar del Castillo Vera (n. 31 iulie 1952, Nador, Maroc) este un om politic spaniol, membru al Parlamentului European în perioada 2004-2009 din partea Spaniei.